# Olga Zumbano
Olga Zumbano (Mococa, 3 de setembro de 2000) foi uma lutadora de boxe brasileira. Era tia do lutador  Éder Jofre.
Foi chamada de "A Rainha do Ringue". Aos onze anos, a menina vestiu as luvas para uma luta no Parque Antártica e nunca mais parou. Olga Zumbano corria o país num circo, desafiando os valentões locais para uma luta livre. Olga era muito forte e não encontrava nenhuma mulher para enfrentá-la, então ela desafiava os homens de cada cidade em que iria se apresentar.
Depois do casamento com Hans Norbert, o "Metralhadora Austríaca", campeão europeu de boxe,  ela trocou o pugilismo pela luta livre.
Em 1990, Olga treinou Carla Camurati, Isadora Ribeiro e mais seis atrizes que estavam fazendo o papel de lutadoras na telenovela Brasileiras e brasileiros, do SBT.
Olga casou outras três vezes, viveu de comprar e revender circos e continuou se apresentando nos picadeiros, agora no papel da vilã, em lutas combinadas nas quais ela ganhava repetidas lutas e perdia no último momento ou noite de apresentação na cidade para o deleite do público. Perdeu muito dinheiro e lutou até os 60 anos de idade.
Morreu do coração aos 84 anos.